# Первомайский район (Москва)
Первомайский район (до 1961 года — Сталинский) — район Москвы, образованный в 1930 и упразднённый в 1991 году.

## История
Сталинский район, названный в честь И. В. Сталина, был образован в декабре 1930 года и получил восточную часть Бауманского района. Первомайский район исторически соседствовал с Куйбышевским районом на севере (граница по Щёлковскому шоссе и реке Хапиловке), с Бауманским районом на западе и с Калининским районом (на юге и западе в разное время). На востоке — Московская область (Реутовский, затем Балашихинский район), после 1960 года восточная граница прошла по МКАД.
В мае 1932 года в состав Сталинского района была принята территория Электрогородка.
В ходе территориально-административной реформы Москвы 1960 года район получил оставшуюся территорию Бауманского района, которая находилась вне Садового кольца. Затем эта территория была снова возвращена Бауманскому району, и их граница прошла по Малому кольцу МЖД. В то же время часть территории была отчуждена в пользу Куйбышевского района.
В 1961 году в ходе десталинизации район был переименован в честь Первого мая.
Согласно переписи 1970 года Первомайский район был крупнейшим по населению районом Москвы.

## Население
| 201 923 | 266 319 | 387 176 | 380 347 | 359 669 |